# Federico Luzzi
Federico Luzzi (* 3. Januar 1980 in Arezzo; † 25. Oktober 2008 ebenda) war ein italienischer Tennisspieler. Im Februar 2008 war er wegen illegaler Wetten und möglicher Ergebnisabsprachen gesperrt worden.

## Karriere
Luzzi, Sohn eines Arztes, gehörte in seiner Jugend als U14-Weltmeister sowie U16-Europameister zu den weltbesten Spielern. 1999 wurde er Tennisprofi. Die Saison 2001 beendete er auf Platz 96 der Weltrangliste, nachdem er in Barcelona das Viertelfinale und in Rom die dritte Runde erreicht hatte, sowie zwei Challenger-Turniere gewinnen konnte. Im selben Jahr hatte er auch sein Debüt im Davis Cup für Italien. Luzzi rückte Anfang 2002 noch bis auf Platz 92, erlitt dann jedoch eine Schulterverletzung, die ihn sportlich zurückwarf.
2007 hatte Luzzi erste Probleme mit den Verantwortlichen der ATP, nachdem er während der Qualifikation zu den US Open 2007 ein T-Shirt mit einem Playboy-Bunny-Motiv getragen hatte. Für sein Spiel im Hauptfeld wurde ihm das Tragen des T-Shirts untersagt. Im Februar 2008 wurde er von der ATP wegen illegaler Wetten und Ergebnis-Absprachen für schuldig befunden und für 200 Tage gesperrt. Darüber hinaus wurde eine Geldstrafe von 50.000 US-Dollar verhängt.
Sein letztes Spiel bestritt er Ende September 2008 auf der Challenger Series in Neapel. Am 19. Oktober 2008 musste er eine Partie der italienischen Mannschaftsmeisterschaft wegen starken Fiebers aufgeben. Im Krankenhaus wurde schließlich eine akute Leukämie diagnostiziert, der er bereits sechs Tage später erlag.